# Norroy-le-Veneur
Pour les articles homonymes, voir Norroy et Norrois.
Norroy-le-Veneur est une commune française située dans le département de la Moselle, en région Grand Est.
Ses habitants sont les Noverois.

## Géographie

### Localisation
La commune est à 9,4 km de Maizières-lès-Metz, 15,2 de Metz et 19,4 de Val-de-Briey.

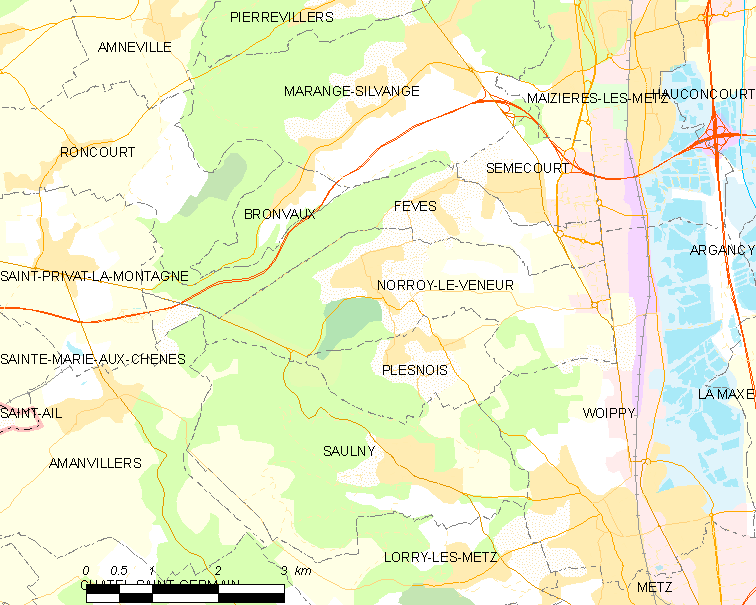
Carte de la commune.

### Géologie et relief
Hydrogéologie et climatologie : Système d’information pour la gestion des eaux souterraines du bassin Rhin-Meuse :
Territoire communal : Occupation du sol (Corinne Land Cover); Cours d'eau (BD Carthage),
Géologie : Carte géologique; Coupes géologiques et techniques,
 Hydrogéologie : Masses d'eau souterraine; BD Lisa; Cartes piézométriques.

### Sismicité
Commune située dans une zone 1 de sismicité très faible.

### Climat
Pour des articles plus généraux, voir Climat du Grand Est et Climat de la Moselle.
En 2010, le climat de la commune est de type climat des marges montargnardes, selon une étude du Centre national de la recherche scientifique s'appuyant sur une série de données couvrant la période 1971-2000. En 2020, Météo-France publie une typologie des climats de la France métropolitaine dans laquelle la commune est exposée à un climat semi-continental et est dans la région climatique  Lorraine, plateau de Langres, Morvan, caractérisée par un hiver rude (1,5 °C), des vents modérés et des brouillards fréquents en automne et hiver. 
Pour la période 1971-2000, la température annuelle moyenne est de 9,4 °C, avec une amplitude thermique annuelle de 16,7 °C. Le cumul annuel moyen de précipitations est de 799 mm, avec 12,8 jours de précipitations en janvier et 8,9 jours en juillet. Pour la période 1991-2020, la température moyenne annuelle observée sur la station météorologique de Météo-France la plus proche, « Malancourt », sur la commune d'Amnéville à 9 km à vol d'oiseau, est de 10,2 °C et le cumul annuel moyen de précipitations est de 884,1 mm. 
La température maximale relevée sur cette station est de 39,3 °C, atteinte le 25 juillet 2019 ; la température minimale est de −17,9 °C, atteinte le 5 janvier 1985,,. 
Les paramètres climatiques de la commune ont été estimés pour le milieu du siècle (2041-2070) selon différents scénarios d'émission de gaz à effet de serre à partir des nouvelles projections climatiques de référence DRIAS-2020. Ils sont consultables sur un site dédié publié par Météo-France en novembre 2022.

### Communes limitrophes
|             | Fèves             |          |
|             | Norrois-le-Veneur | Woippy   |
| Amanvillers | Saulny            | Plesnois |

### Voies de communications et transports

#### Voies routières
Autoroutes proches
- Autoroute A4, aussi appelée autoroute de l’Est : Échangeurs Marange-Silvange, Sémécourt, Argancy.
- Autoroute A31, aussi appelée autoroute de Lorraine-Bourgogne : Échangeurs Maizières, La Maxe, Metz-nord.

#### Transports en commun
- Fluo Grand Est.

#### Lignes SNCF

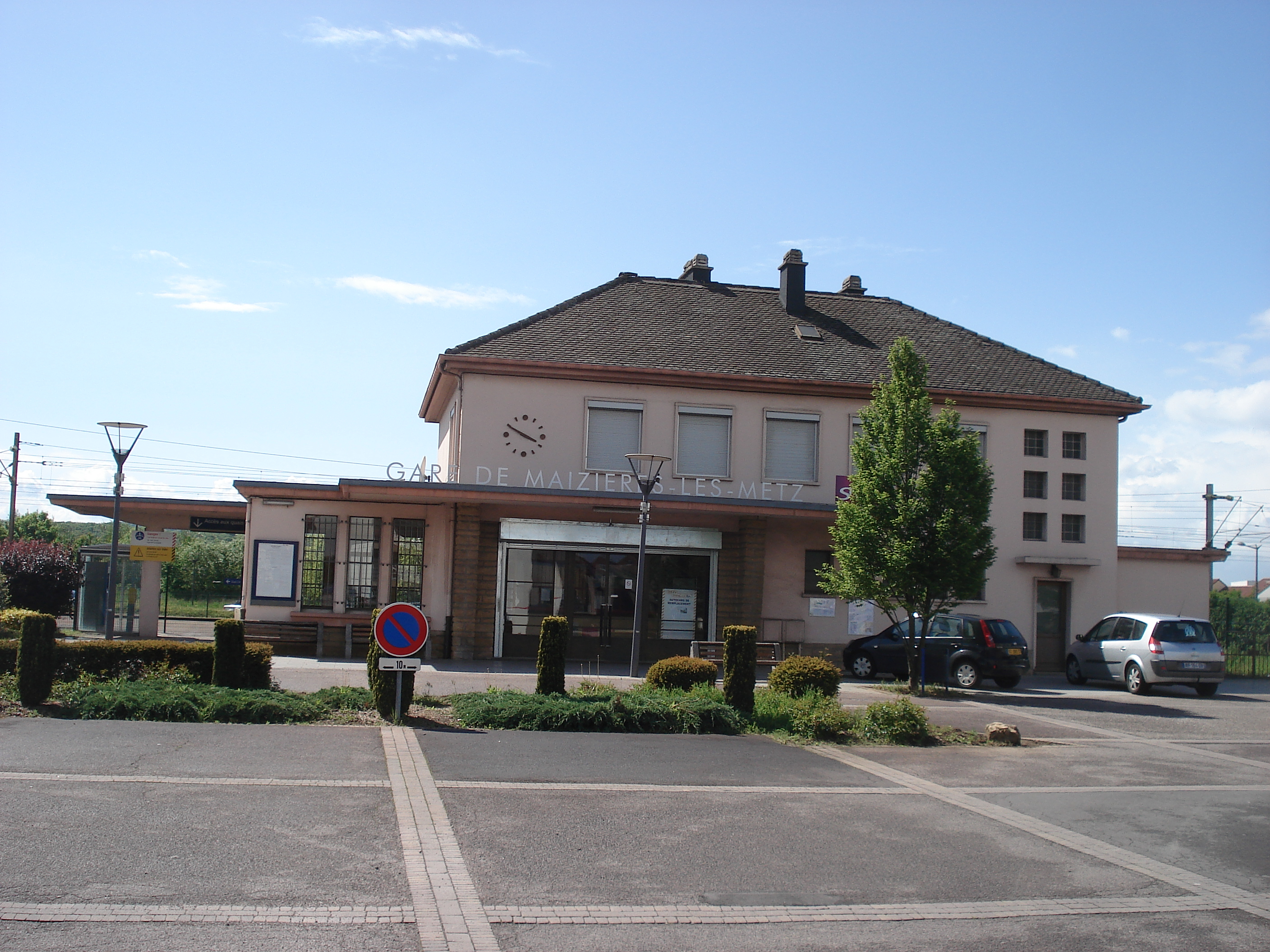
Gare de Maizières-lès-Metz.

- Gare de Maizières-lès-Metz,
- Gare de Walygator-Parc,
- Gare de Metz-Nord,
- Gare de Jœuf,
- Gare de Rombas - Clouange.

### Hydrographie et les eaux souterraines
La commune est située dans le bassin versant du Rhin au sein du bassin Rhin-Meuse. Elle est drainée par le ruisseau de Feves, le ruisseau le Feigne et le ruisseau de Plesnois.

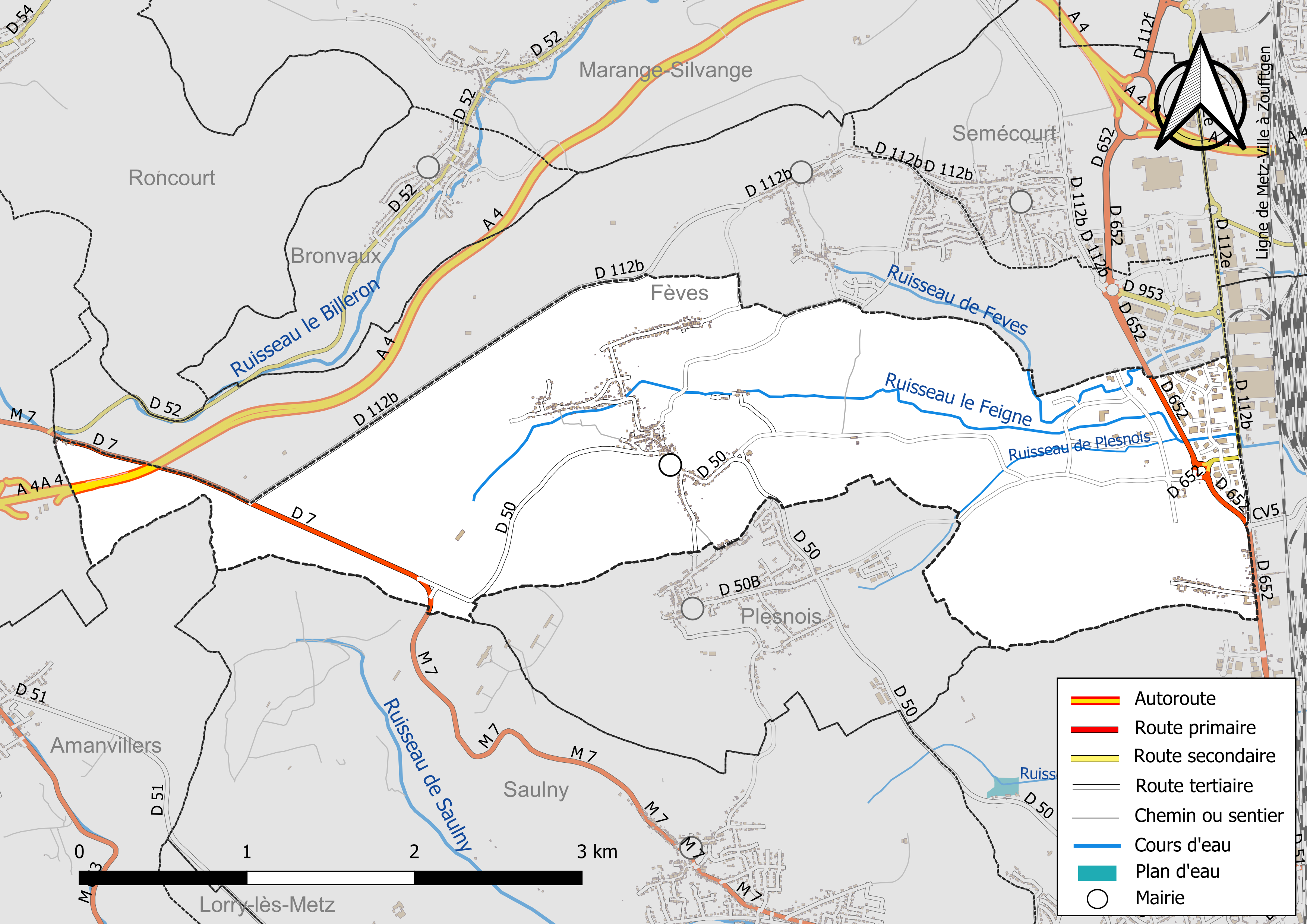
Réseaux hydrographique et routier de Norroy-le-Veneur.

## Urbanisme

### Typologie
Au 1er janvier 2024, Norroy-le-Veneur est catégorisée ceinture urbaine, selon la nouvelle grille communale de densité à sept niveaux définie par l'Insee en 2022.
Elle est située hors unité urbaine. Par ailleurs la commune fait partie de l'aire d'attraction de Metz, dont elle est une commune de la couronne,. Cette aire, qui regroupe 245 communes, est catégorisée dans les aires de 200 000 à moins de 700 000 habitants,.

### Occupation des sols
L'occupation des sols de la commune, telle qu'elle ressort de la base de données européenne d’occupation biophysique des sols Corine Land Cover (CLC), est marquée par l'importance des territoires agricoles (55,2 % en 2018), en diminution par rapport à 1990 (60 %). La répartition détaillée en 2018 est la suivante : 
terres arables (35,6 %), forêts (33,4 %), cultures permanentes (15 %), zones industrielles ou commerciales et réseaux de communication (6,1 %), zones urbanisées (5,2 %), prairies (3,9 %), zones agricoles hétérogènes (0,7 %). L'évolution de l’occupation des sols de la commune et de ses infrastructures peut être observée sur les différentes représentations cartographiques du territoire : la carte de Cassini (XVIIIe siècle), la carte d'état-major (1820-1866) et les cartes ou photos aériennes de l'IGN pour la période actuelle (1950 à aujourd'hui).

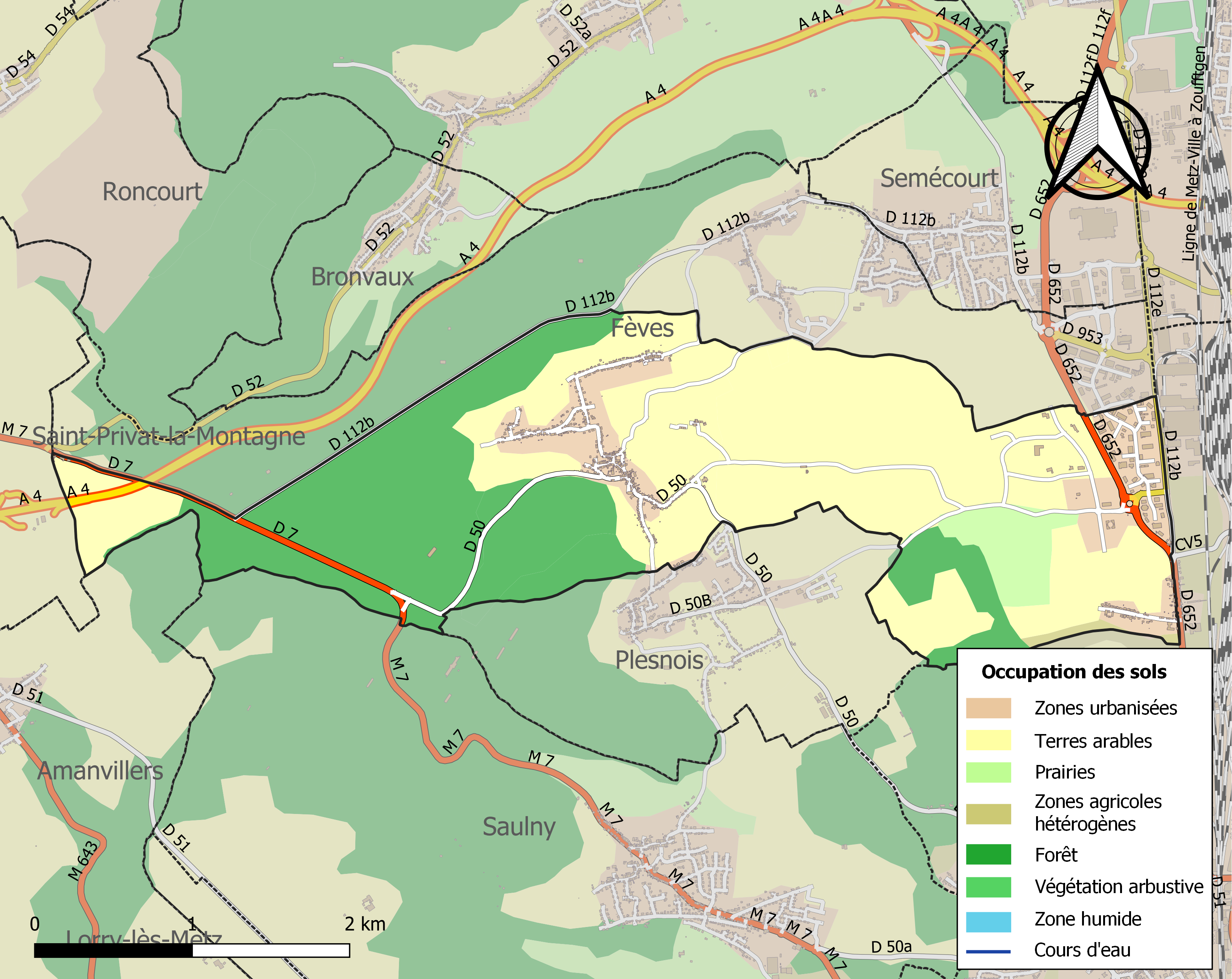
Carte des infrastructures et de l'occupation des sols de la commune en 2018 (CLC).

## Toponymie
- Nogaredum (960) ; Nugaredum (1049); Noeret (1138) ; Nuveroit (1211) ; Nowerooit (1211) ; Noweroy (1224) ; Nooroie (1231) ; Nauroit (1231) ; Nouroit le Vinour (1231) ; Nohiroit (1232) ; Noverot (1236) ; Navrott le Vinois (1236) ; Noerott (1242) ; Nouroi le Vinour (1244) ; Noveroy lou Vinour (1285) ; Noveroit (1303) ; Noveroy (1309) ; Nauroy le Veneur (1327) ; Noerroy devant Mets con dit le Venour (1361) ; Noweroy devant Mès (1404) ; Naweroy devant Mets (1429) ; Noeroy (1432) ; Nouroy (1454) ; Nouveron (1465) ; Noeroy devant Mets (1490) ; Nowero devant Metz (1519) ; Nauriacum/Mauriacum/Nouroy ante Metas (1544) ; Mauroy (1562) ; Nowroit devant Metz (1570) ; Nourroy (1594) ; Noyerroy/Noieroy/Noierroy (1634) ; Noulroy (1689) ; Norroy devant Metz (1779) ; Norroy le Veneur (1793). Norringen (1915–1918 et 1940–1944).
- En lorrain : Naoureu lo venour.

## Histoire
« Nouroit-le-Vinour », déjà citée en 1231, est un pays de vignobles. C'était un domaine de l'ancien duché de Bar et une possession de Saint-Pierre de Liège, puis des abbayes de Saint-Vanne de Verdun et de Saint-Vincent de Metz. La seigneurie des sires de Norroy avait un puissant château fort à trois tours avec l'église comprise dans la forteresse (chœur carré massif avec chemin de ronde, clocher massif à plusieurs étages jadis voûtés).
Le village fut brûlé par les Messins en 1490, occupée par les Croates en 1636. La troisième tour du système fortifié fut démolie en 1863. Comme les autres communes de l'actuel département de la Moselle, Norroy-le-Veneur est annexée à l’Empire allemand de 1871 à 1919. Au début du XXe siècle, le phylloxéra porte le coup de grâce au vignoble de la commune.
Lorsque la Première Guerre mondiale éclate, les Mosellans se battent pour l’Empire allemand. Beaucoup de jeunes gens tombèrent au champ d'honneur sous l’uniforme allemand, sur le Front de l’Est, mais aussi à l’Ouest. Sujets loyaux de l'Empereur, les Mosellans accueillent cependant avec joie la fin des hostilités et la paix, enfin retrouvée. Norringen redevient Norroy-le-Veneur. Annexée de facto par le Troisième Reich en 1940, la commune sera libérée le 21 novembre 1944 à la fin de la bataille de Metz.
Quelques vignes familiales subsistent. Un pressoir à l’entrée du village rappelle le passé viticole de la commune.

## Politique et administration

### Administration municipale
| Période                                  | Période        | Identité           | Étiquette | Qualité |
| ---------------------------------------- | -------------- | ------------------ | --------- | ------- |
| Les données manquantes sont à compléter. |                |                    |           |         |
| mars 1977                                | septembre 1995 | Albert Bourson     |           |         |
| septembre 1995                           | mars 2001      | Michel Adam        | aucun     |         |
| mars 2001                                | mars 2014      | Michèle Paul       | aucun     |         |
| mars 2014                                | mai 2015       | Christine Delpeuch | aucun     |         |
| juin 2015                                | En cours       | Nathalie Rousseau  |           |         |

### Budget et fiscalité 2022

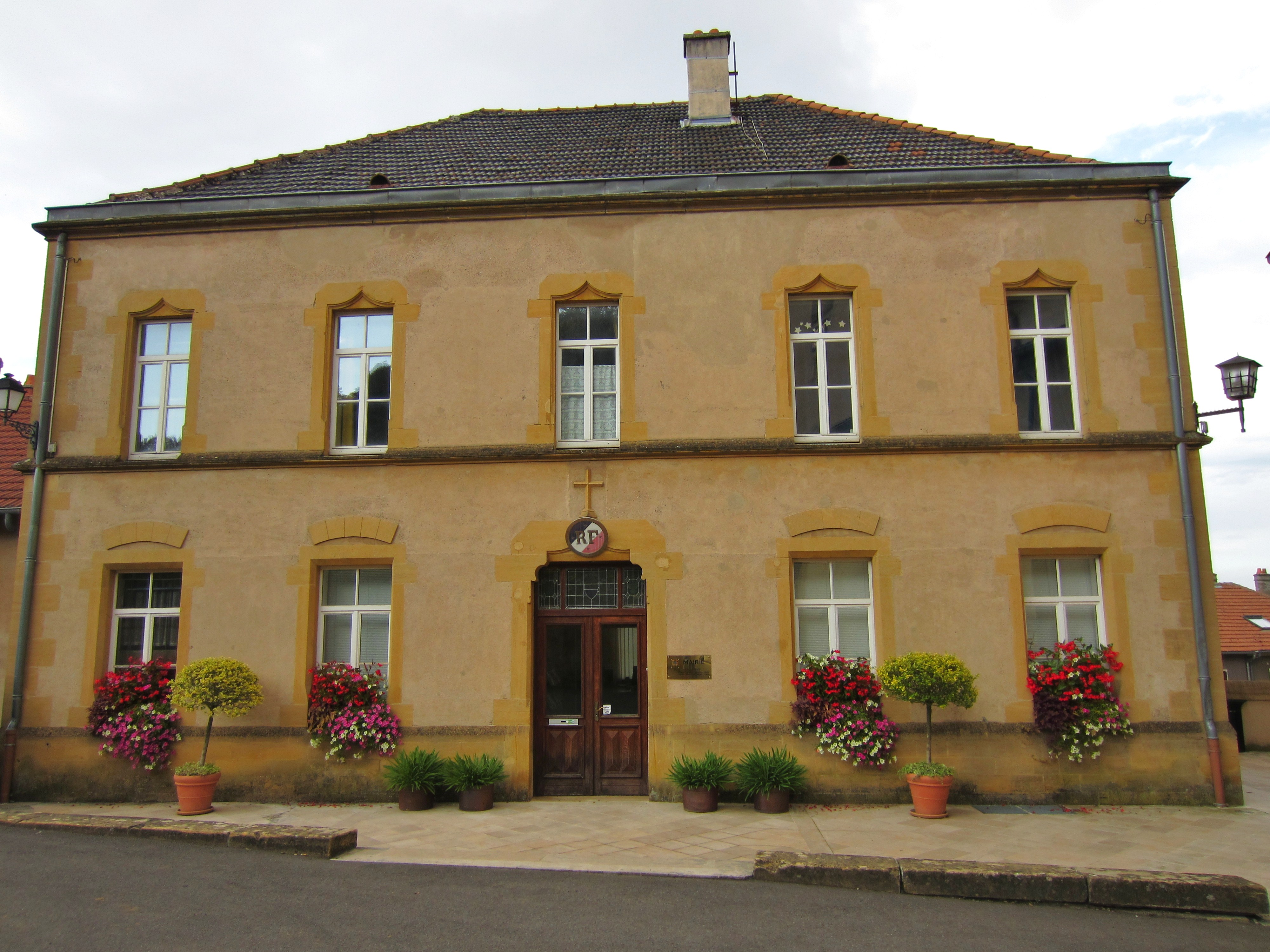
La mairie.

En 2022, le budget de la commune était constitué ainsi :
- total des produits de fonctionnement : 1 087 000 €, soit 1 031 € par habitant ;
- total des charges de fonctionnement : 655 000 €, soit 621 € par habitant ;
- total des ressources d'investissement : 630 000 €, soit 598 € par habitant ;
- total des emplois d'investissement : 611 000 €, soit 580 € par habitant ;
- endettement : 3 000 €, soit 3 € par habitant.

Avec les taux de fiscalité suivants :
- taxe d'habitation : 7,52 % ;
- taxe foncière sur les propriétés bâties : 23,68 % ;
- taxe foncière sur les propriétés non bâties : 50,51 % ;
- taxe additionnelle à la taxe foncière sur les propriétés non bâties : 0,00 % ;
- cotisation foncière des entreprises : 0,00 %.

Chiffres clés Revenus et pauvreté des ménages en 2020 : médiane en 2020 du revenu disponible, par unité de consommation : 27 350 €.

### Intercommunalité
La commune fait partie de la communauté de communes Rives de Moselle.

## Population et société

### Démographie

#### Évolution démographique

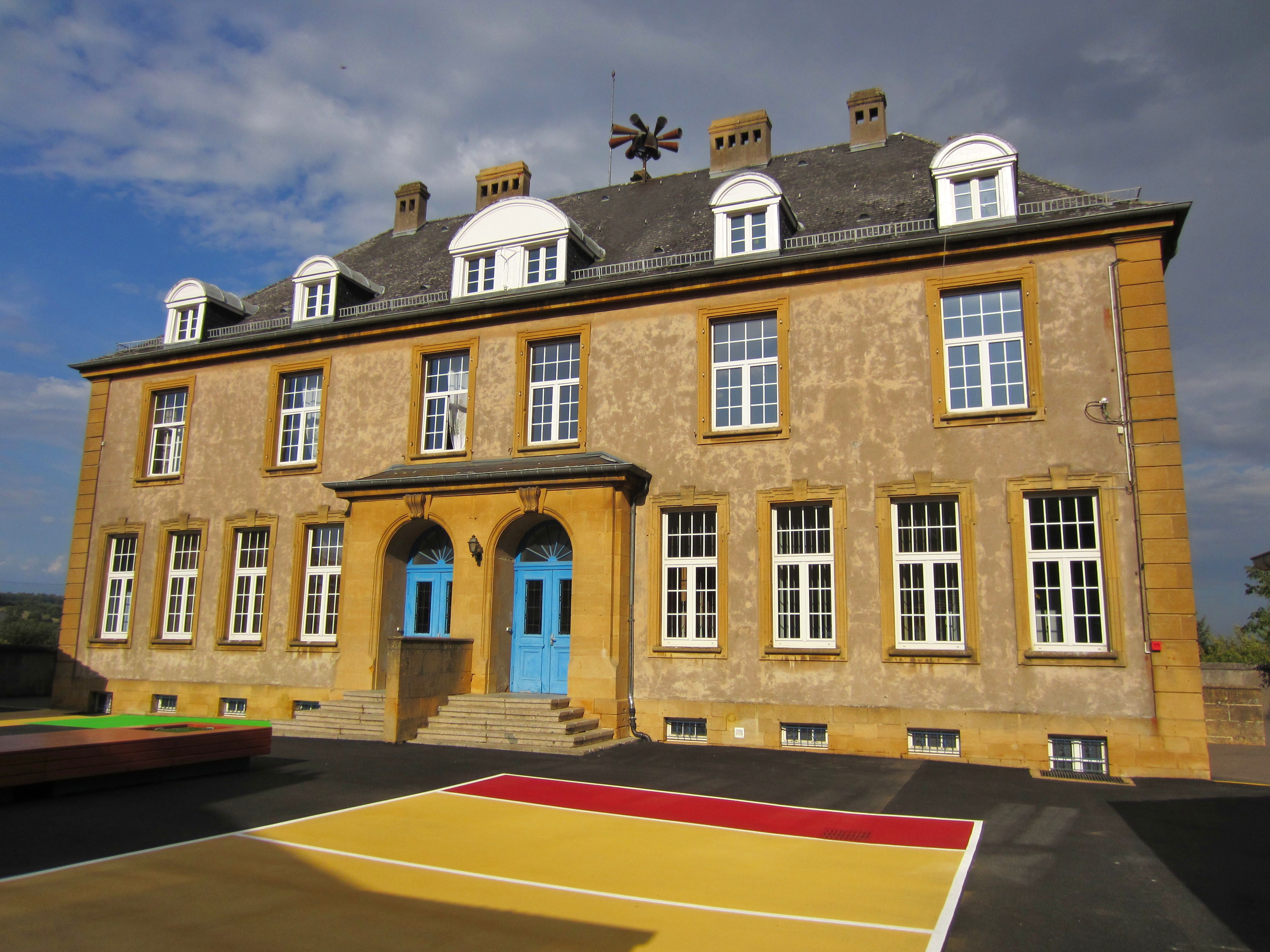
L'école.

L'évolution du nombre d'habitants est connue à travers les recensements de la population effectués dans la commune depuis 1793. Pour les communes de moins de 10 000 habitants, une enquête de recensement portant sur toute la population est réalisée tous les cinq ans, les populations de référence des années intermédiaires étant quant à elles estimées par interpolation ou extrapolation. Pour la commune, le premier recensement exhaustif entrant dans le cadre du nouveau dispositif a été réalisé en 2005.

En 2022, la commune comptait 1 000 habitants, en évolution de −1,77 % par rapport à 2016 (Moselle : +0,52 %, France hors Mayotte : +2,11 %).
| 1793 | 1800 | 1806 | 1821 | 1836  | 1841  | 1861 | 1866 | 1871 |
| ---- | ---- | ---- | ---- | ----- | ----- | ---- | ---- | ---- |
| 721  | 662  | 727  | 991  | 1 068 | 1 073 | 590  | 570  | 503  |

| 1875 | 1880 | 1885 | 1890 | 1895 | 1900 | 1905 | 1910 | 1921 |
| ---- | ---- | ---- | ---- | ---- | ---- | ---- | ---- | ---- |
| 522  | 519  | 491  | 494  | 472  | 733  | 580  | 511  | 485  |

| 1926 | 1931 | 1936 | 1946 | 1954 | 1962 | 1968 | 1975 | 1982 |
| ---- | ---- | ---- | ---- | ---- | ---- | ---- | ---- | ---- |
| 541  | 544  | 534  | 476  | 502  | 632  | 597  | 635  | 741  |

| 1990 | 1999 | 2005 | 2006 | 2010  | 2015  | 2020  | 2022  | - |
| ---- | ---- | ---- | ---- | ----- | ----- | ----- | ----- | - |
| 795  | 900  | 978  | 988  | 1 068 | 1 024 | 1 019 | 1 000 | - |

### Enseignement
Établissements d'enseignements : 
- Écoles maternelles et primaires sur la commune.
- Collèges à Woippy, Marange-Silvange, Maizières-lès-Metz, Metz.
- Lycées à Metz, Talange.

### Santé
Professionnels et établissements de santé :
- Médecins à Semécourt, Saint-Privat-la-Montagne, Marange-Silvange, Pierrevillers.
- Pharmacies à Norroy-le-Veneur, Semécourt, Marange-Silvange, Amanvillers, Woippy.
- Hôpitaux à Marange-Silvan, Maizières-lès-Metz, Metz.
- Centre hospitalier régional de Metz-Thionville.

### Cultes
- Culte catholique, Communauté de Paroisses Les Fontaines[27], Diocèse de Metz.

## Économie

### Entreprises et commerces

#### Agriculture
- Culture de céréales, de légumineuses et de graines oléagineuses.
- Élevage d'ovins et de caprins.
- Culture d'autres fruits d'arbres ou d'arbustes et de fruits à coque.
- Culture de légumes, de melons, de racines et de tubercules.
- Élevage d'autres animaux.

#### Tourisme
- Hébergements et restauration à Norroy-le-Veneur, Fèves, Semécourt, Woippy.

#### Commerces
- Commerces et services de proximité.

## Culture locale et patrimoine

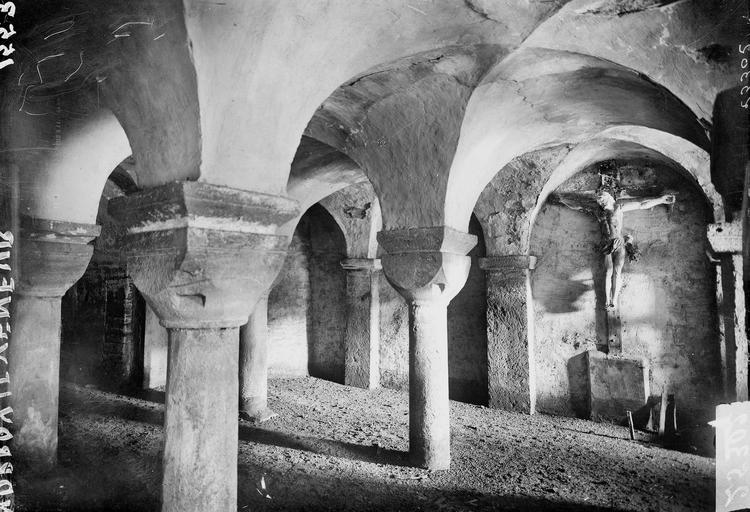
Crypte.
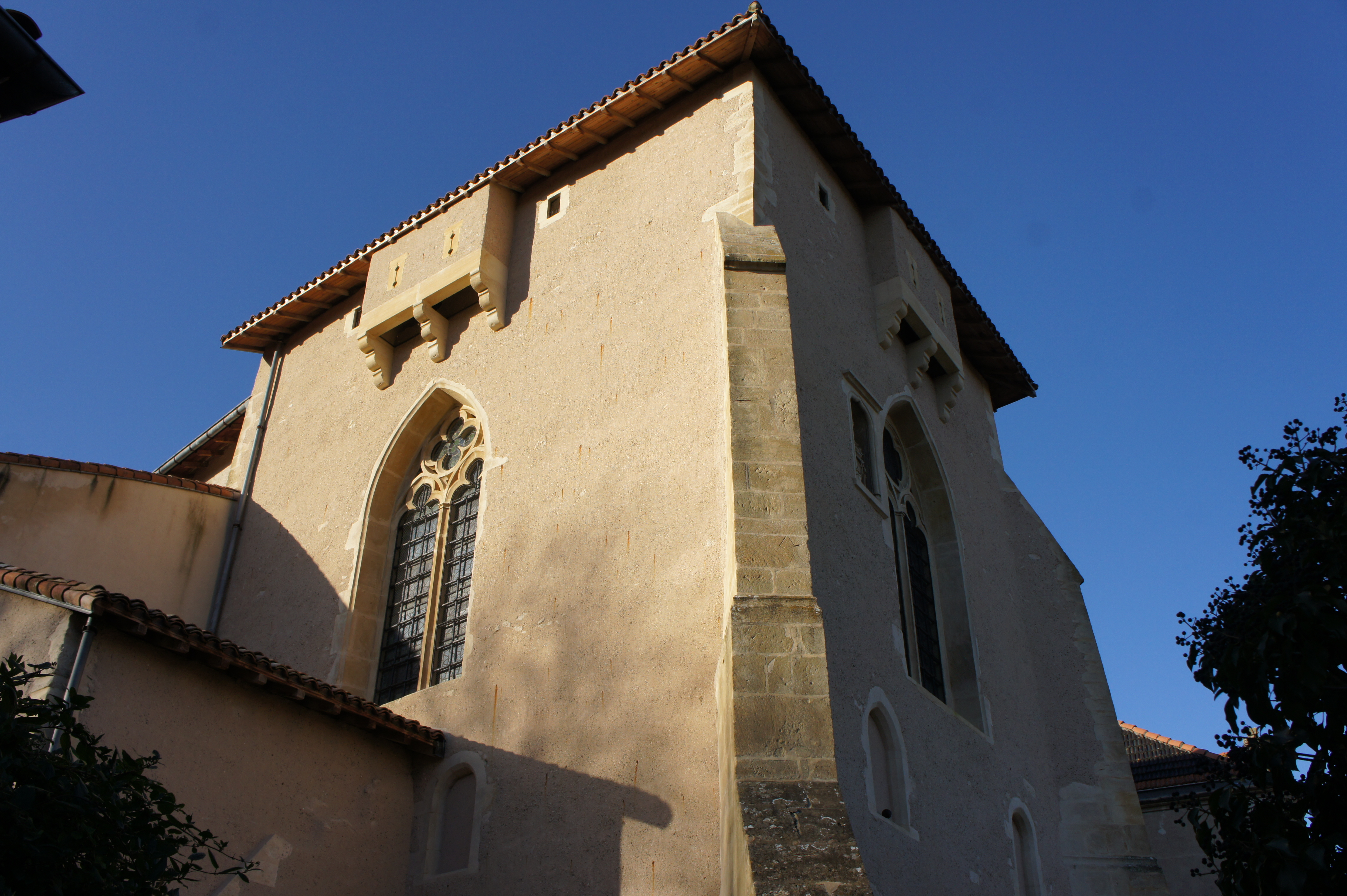
Église Saint-Pierre.
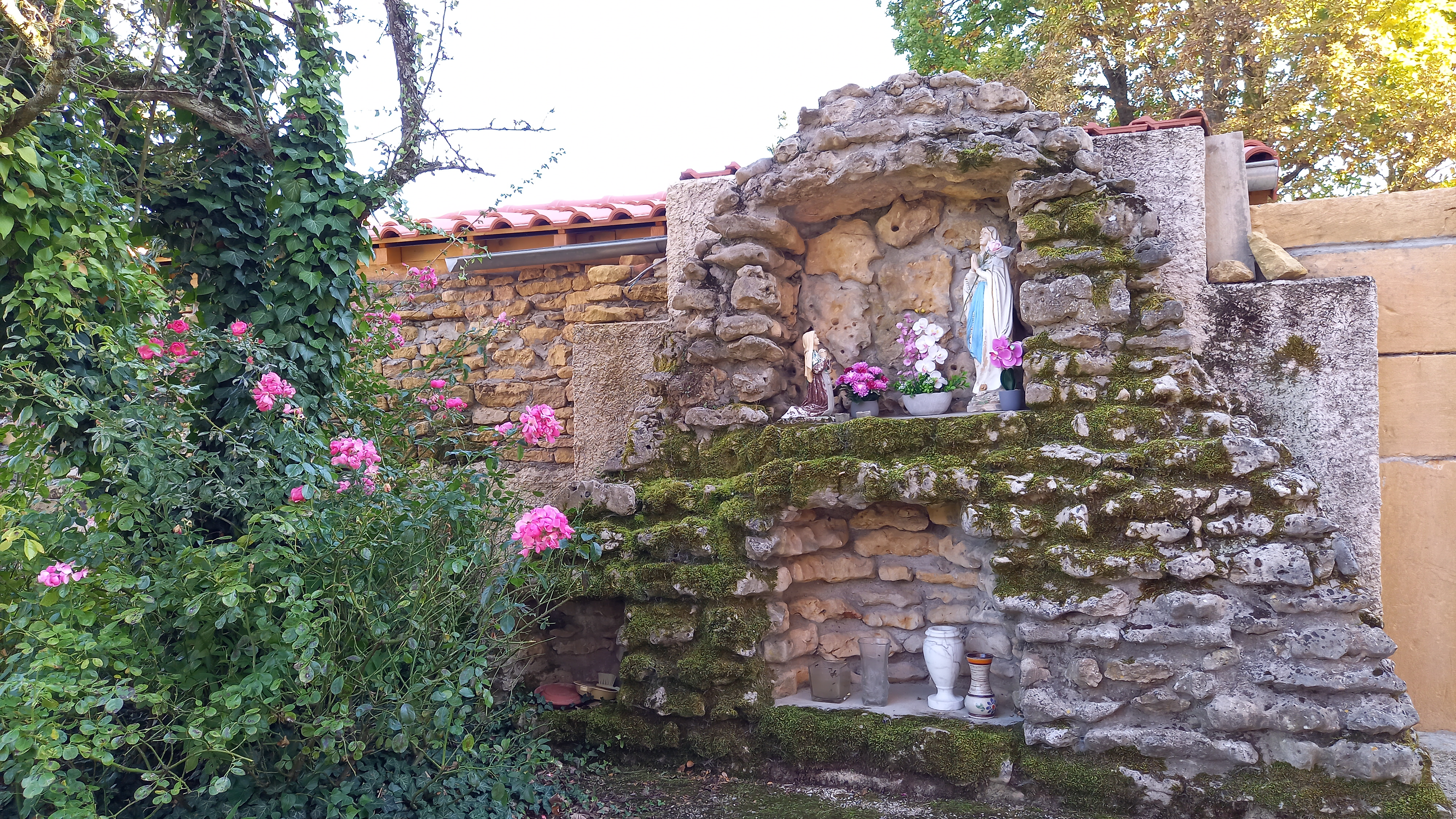
Grotte de Lourde

### Lieux et monuments
- Passage d'une voie romaine[28].
- Nécropole de l'époque mérovingienne a été découverte en 2006. 300 tombes fouillées datant des VIe et VIIe siècles[29].
- Deux villas gallo-romaines encore ensevelies[30].
- Moulin-aux-Prés[31].
- Fontaine-au-Chêne[32].
- Monument aux morts[33] : Conflits commémorés : Guerres 1914-1918 - 1939-1945.

#### Édifice religieux
- Église Saint-Pierre, XVe siècle gothique à 3 nefs avec 2 tours romanes fortifiées[34] ; sous le chœur, crypte[35] romane XIIe siècle[36] ; Vierge en pierre XVe siècle, vitraux XVIe siècle[37] de Thomas de Clinchamp[38], qui a été rénovée de 1998 jusqu'en 2007[39],[40].
- Grotte de Lourdes[41].

### Héraldique
| Blason de Norroy-le-Veneur | Blason  | D'azur au noyer arraché d'or, fruité d'azur; à la bordure d'or chargée de douze grappes de raisin d'azur |
| Blason de Norroy-le-Veneur | Détails | Le statut officiel du blason reste à déterminer.                                                         |